# Бои за Красногоровку
Бои за Красногоровку — боевые действия между ВС РФ и ВСУ за контроль над городом Красногоровка Донецкой области Украины. Активная фаза боёв началась 8 апреля 2024 года; полностью город был захвачен ВС РФ 9 сентября.

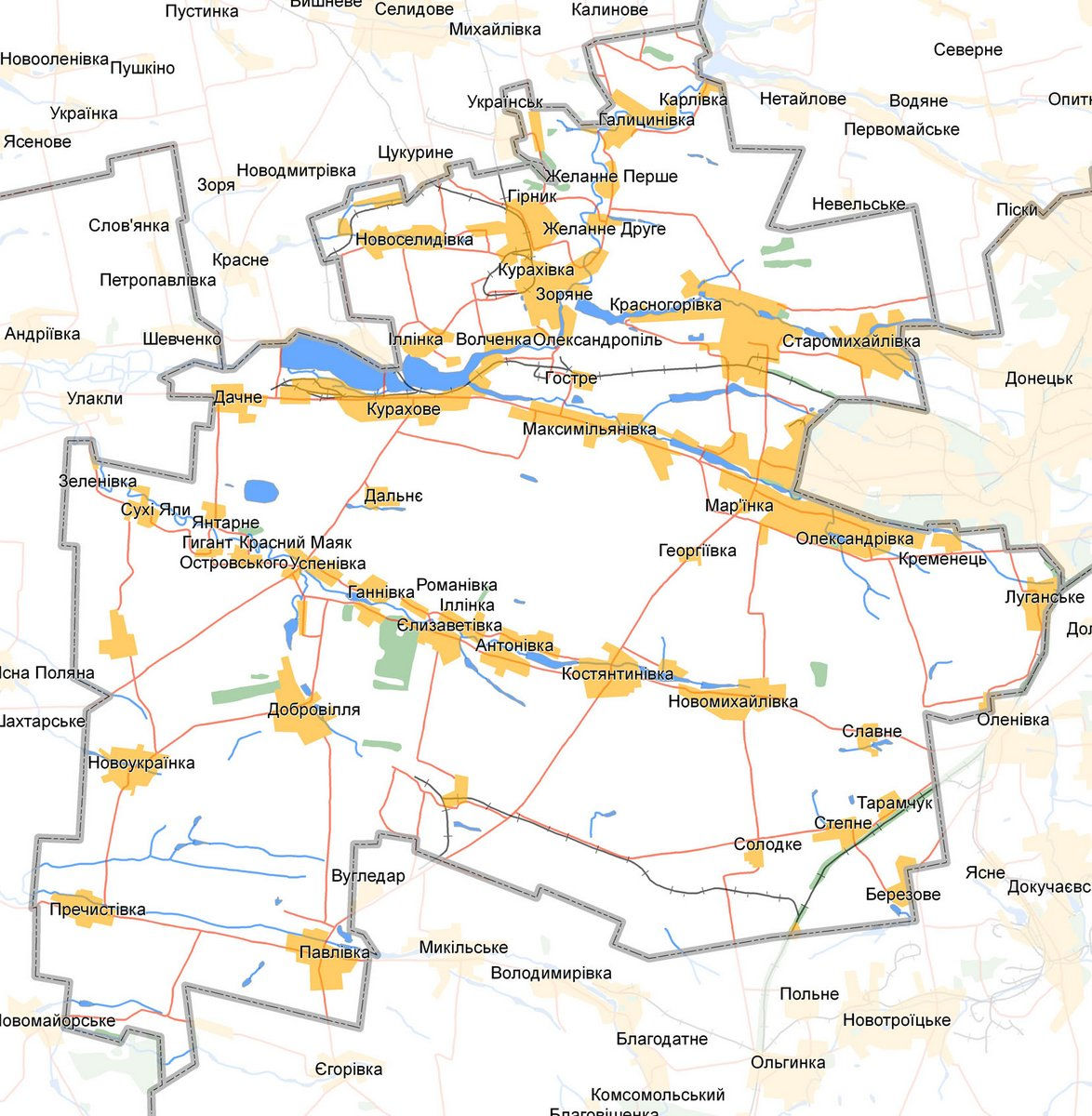
Красногоровка на карте упразднённого в 2020 г. Марьинского района

## Военно-стратегическая ситуация
Город Красногоровка находится примерно в 5 км к западу от Донецка. Вместе с Авдеевкой и Марьинкой город был одним из трех основных опорных пунктов украинской армии к западу от Донецка.
После взятия под контроль российскими военными Марьинки в конце 2023 года и Авдеевки в феврале 2024 года город стал последним оплотом ВСУ в этом районе.

## Начало боёв
Около 17 февраля ВС РФ незначительно продвинулись к северу от Марьинки. Четыре дня спустя российскими подразделениями были заняты нескольких лесных полос к западу от шахты Трудовская. Линия фронта подошла непосредственно к Красногоровке.
26 февраля позиционные бои продолжались к западу от Донецка в районе Красногоровки и Георгиевки. В районе Красногоровки действовали подразделения подразделения российской 238-й артиллерийской бригады (8-я САА, ЮВО). 28 февраля российская 5-я мотострелковая бригада атаковала на южной окраине города. Бронетехника использовалась для прикрытия штурмовых и сухопутных войск. Но российским войскам не удалось закрепиться в юго-восточной части города, и они были выбиты украинской [3-й штурмовой] бригадой через несколько часов после входа в город.

## Ход боёв

### Бои 8 апреля — 7 мая
8 апреля ВС РФ удалось вновь войти в юго-восточную окраину города и продвинуться вдоль улицы Ватутина. На следующий день ВСУ в ходе контратаки вернули часть утраченных позиций. В период с 10 по 13 апреля российским войскам удалось отбить часть утраченных в ходе контратаки позиций и продолжить наступление бронетехникой к огнеупорному заводу, расположенному в центре города.
С 15 по 16 апреля ВС РФ заняли железнодорожный вокзал, несколько частных зданий в районе улицы Зализничной и заброшенный авторемонтный завод на юге города. 16 апреля с беспилотника был замечен использовавшийся российскими войсками «танк-черепаха», действовавший в южной части города в районе Исторической и Ахтырской улиц, немного южнее огнеупорного завода.
25 апреля солдатами ВС РФ был поднят российский флаг над одним из самых южных зданий огнеупорного завода. 27 апреля ВС РФ прорвались к дорожному кольцу в центре Красногоровки. 4 мая российские войска захватили огнеупорный завод, главное укрепление города, и в северной части завода был поднят флаг.

### Бои 8 мая — 9 июня
8 и 9 мая российские войска прорвали украинскую оборону в восточной части города в районе улиц 1 мая и Чайковского и создали плацдарм в микрорайоне Солнечный. Таким образом новая украинская линия обороны была отодвинута к микрорайону Восточный, больничному комплексу и району сельскохозяйственного техникума. Представитель украинской оперативно-стратегической группы «Хортица» заявил, что ее подразделения, в основном 59-я бригада, заблокировали ВС РФ внутри огнеупорного завода.
12-13 мая российские войска продвинулись мимо огнеупорного завода дальше в центр города, в район жилых комплексов.
Вплоть до 18 мая продолжались бои на улицах Центральной и Сумской в центре Красногоровки. Была очищена от ВСУ территория вокруг улиц Пушкина и Некрасова на юго-западе города и район Борисовского пруда между улицами Кобзаря и 1 Мая на северной окраине. 21 мая российские войска продвинулись от улицы Рыночной к улице Славянской, к северо-западу от огнеупорного завода.
22-23 мая ВС РФ заняли сельскохозяйственную базу Александровское, складскую территорию на западной окраине города. К 24 мая российские войска захватили школу № 2, расположенную в центре Красногоровки. К 9 июня ВС РФ захватили здания по обе стороны западной половины Сумской улицы, а также продвинулись примерно на 750 м к юго-западу от города вдоль железной дороги на Острое (укр. Гостре). Наступление на месяц прекратилось.

### Бои 3 июля — 1 августа
3 июля ВС РФ продвинулись по улице Академика Королева в центральной части города, также была занята частная застройка по улицам Мичурина, Возрождения, Гагарина, Калинова, Суворова, Чкалова, Чехова и Матросова. 10 июля российские войска  продвинулись в северной части города до улиц Медицинской и Белинского. 15 июля российские войска в западной части города вышли на поля к юго-западнее. С 20 по 26 июля ВС РФ заняли северную Красногоровку, и к 27 июля под контролем ВСУ осталась только северо-западная часть города. Таким образом, к 1 августа российские войска взяли под свой контроль всю Красногоровку, за исключением её северо-западной окраины.

### Август — 10 сентября
В августе и сентябре на север-западной окраине Красногоровки продолжались бои. 9 сентября российские войска захватили самые западные окраины города. 10 сентября министерство обороны РФ официально заявило о полном контроле над Красногоровкой.